# Titularbistum Dumium
Dumium (ital.: Dumio) ist ein Titularbistum der römisch-katholischen Kirche.
Es geht zurück auf einen untergegangenen Bischofssitz in der Stadt Dume in Portugal. Der Bischofssitz gehörte der Kirchenprovinz Braga an.
| Titularbischöfe von Dumium |                             |                                 |                  |                   |
| Nr.                        | Name                        | Amt                             | von              | bis               |
| 1                          | Manuel Ferreira Cabral      | Weihbischof in Braga (Portugal) | 21. Oktober 1972 | 12. Dezember 1981 |
| 2                          | Carlos Pinheiro             | Weihbischof in Braga (Portugal) | 16. Februar 1985 | 4. Juni 2010      |
| 3                          | Crispin Ojeda Márquez       | Weihbischof in Mexiko (Mexiko)  | 4. Juni 2011     | 27. Juli 2018     |
| 4                          | Timoteo Solórzano Rojas MSC | Weihbischof in Trujillo (Peru)  | 6. November 2018 | 18. Juni 2022     |
| 5                          | Delfim Jorge Esteves Gomes  | Weihbischof in Braga (Portugal) | 7. Oktober 2022  |                   |